# Совка исключённая
Совка исключенная (лат. Dichagyris exacta) — вид бабочек рода Dichagyris, семейства совок (Noctuidae). Впервые описан в 1888 году немецким энтомологом Отто Штаудингером.

## Распространение и описание
Ирано-туранский ксерофил. Основной ареал: Средняя Азия, Средний Восток. В Кыргызстане обитает в окрестностях озера Иссык-Куль. Два экземпляра этого вида собран в Ростове-на-Дону в 1974 году. Ближайшие места сборов на юге России отсутствуют. Кормовые растения гусениц неизвестны. Одно поколение за год, время лёта бабочек: июль-август.
Бабочка коричневого цвета. Задние крылья светлее передних.

## Замечания по охране
Не значится в природоохранной базе Международного союза охраны природы.